# Императивно програмирање
Императивно програмирање, као супротност декларативном програмирању је програмска парадигма која описује рачунање као изразе који мијењају стање програма. Као што се у говорном језику заповедни начин (или императив) користи за изражавање наредби, тако се императивни програми могу посматрати као низ наредби које рачунар треба извршити. Процедурално програмирање је честа метода извршавања императивног програмирања, те се ова два термина често користе као синоними.
Најпознатији императивни језици су Pascal и C.
Императивни програмски језици представљају супротност другим типовима језика, као што су функционални и логички језици. Функционални програмски језици као Хаскел, нису представљени секвенцама наредби и немају глобално стање, док логички програмски језици, попут језика Prolog, дефинишу „шта“ треба да се рачуна, умјесто „како“ рачунање треба да се одвија.

## Literatura
- Pratt, Terrence W. and Marvin V. Zelkowitz. Programming Languages: Design and Implementation, 3rd ed. Englewood Cliffs, N.J.: Prentice Hall, 1996.
- Sebesta, Robert W. Concepts of Programming Languages, 3rd ed. Reading, Mass.: Addison-Wesley Publishing Company, 1996.